# Wahlbezirk Österreich unter der Enns 3
Der Wahlbezirk Österreich unter der Enns 3 war ein Wahlkreis für die Wahlen zum Abgeordnetenhaus im österreichischen Kronland Österreich unter der Enns. Der Wahlbezirk wurde 1907 mit der Einführung der Reichsratswahlordnung geschaffen und bestand bis zum Zusammenbruch der Habsburgermonarchie.

## Geschichte
Nachdem der Reichsrat im Herbst 1906 das allgemeine, gleiche, geheime und direkte Männerwahlrecht beschlossen hatte, wurde mit 26. Jänner 1907 die große Wahlrechtsreform durch Sanktionierung von Kaiser Franz Joseph I. gültig. Mit der neuen Reichsratswahlordnung schuf man insgesamt 516 Wahlbezirke, wobei mit Ausnahme Galiziens in jedem Wahlbezirk ein Abgeordneter im Zuge der Reichsratswahl gewählt wurde. Der Abgeordnete musste sich dabei im ersten Wahlgang oder in einer Stichwahl mit absoluter Mehrheit durchsetzen. Der Wahlkreis Österreich unter der Enns 3 umfasste das Parkviertel bzw. jenen Teil des 1. Wiener Gemeindebezirks Innere Stadt, der durch Liebenberggasse, Singerstraße, Kärntnerstraße, Opernring, Eschenbachgasse, Getreidemarkt, Friedrichstraße, Lothringerstraße, Wienfluss, Wollzeile und Parkring begrenzt wurde.
Aus der Reichsratswahl 1907 ging Hermann Bielohlawek (Christlichsoziale Partei) im ersten Wahlgang mit 51 Prozent als Sieger hervor. Bei der Reichsratswahl 1911 verlor Bielohlawek sein Mandat an Max Friedmann, der sich in der Stichwahl mit 54 Prozent durchsetzen konnte.

## Wahlergebnisse

### Reichsratswahl 1907
Die Reichsratswahl 1907 wurde am 14. Mai 1907 (erster Wahlgang) durchgeführt. Die Stichwahl entfiel auf Grund der absoluten Mehrheit von Hermann Bielohlawek im ersten Wahlgang.
| Kandidat                                                                    | Partei                             | Wahlkreis- stimmen | Stimmen- anteil |
| --------------------------------------------------------------------------- | ---------------------------------- | ------------------ | --------------- |
| Hermann Bielohlawek                                                         | Christlichsoziale Partei           | 959                | 50,8 %          |
| Dr. von Tayenthal                                                           | deutsch-fortschrittlicher Kandidat | 875                | 46,4 %          |
| Sonstige                                                                    |                                    | 53                 | 2,8 %           |
| Wahlberechtigte: 2167, Ungültige/Leere Stimmen: 56, Wahlbeteiligung: 89,7 % |                                    |                    |                 |

### Reichsratswahl 1911
Die Reichsratswahl 1911 wurde am 13. Juni 1911 (erster Wahlgang) durchgeführt. Die Stichwahl entfiel auf Grund der absoluten Mehrheit für Friedmann im ersten Wahlgang.
| Kandidat                                                                    | Partei                             | Wahlkreis- stimmen | Stimmen- anteil |
| --------------------------------------------------------------------------- | ---------------------------------- | ------------------ | --------------- |
| Max Friedmann                                                               | deutsch-freiheitlicher Kandidat    | 980                | 53,5 %          |
| Hermann Bielohlawek                                                         | Christlichsoziale Partei           | 670                | 36,6 %          |
| Karl Hanner                                                                 | Sozialdemokratische Arbeiterpartei | 64                 | 3,5 %           |
| Felix Hraba                                                                 | Selbständiger Kandidat             | 59                 | 3,2 %           |
| Sonstige                                                                    |                                    | 60                 | 3,3 %           |
| Wahlberechtigte: 2191, Ungültige/Leere Stimmen: 68, Wahlbeteiligung: 86,8 % |                                    |                    |                 |